# John Tucker musí zemřít
John Tucker musí zemřít (v anglickém originále John Tucker Must Die) je americký romantický komediální film z roku 2006. Režie se ujala Betty Thomas a scénáře Jeff Lowell. Hlavní role hrají Jesse Metcalfe, Brittany Snow, Ashanti, Sophia Bush, Arielle Kebbel, Penn Badgley a Jenny McCarthy. Ve Spojených státech měl premiéru dne 29. července 2006.

## Obsazení
- Jesse Metcalfe jako John Tucker
- Brittany Snow jako Kate Spencer
- Ashanti jako Heather Straham
- Sophia Bush jako Beth McIntyre
- Arielle Kebbel jako Carrie Schaeffer
- Penn Badgley jako Scott Tucker
- Jenny McCarthy jako Lori Spencer
- Fatso-Fasano jako Tommy
- Patricia Drake jako trenérka Williams
- Taylor Kitsch jako Justin
- Kevin McNulty jako trenér basketbalu
- Amber Borycki jako Jennifer
- Meghan Ory jako Jill
- Samantha McLeod jako Holly
- Nicole LaPlaca jako Molly
- People in Planes

## Přijetí

### Tržby
Film vydělal 41 milionů dolarů v Severní Americe a 27,8 milionů dolarů v ostatních oblastech, celkově tak vydělal 68,8 milionů dolarů po celém světě. Rozpočet filmu činil 18 milionů dolarů. Za první víkend docílil třetí nejvyšší návštěvnosti, kdy vydělal 14,2 milionů dolarů.

### Recenze
Na recenzní stránce Rotten Tomatoes získal z 93 započtených recenzí 26 procent s průměrným ratingem 4,3 bodů z deseti. Na serveru Metacritic snímek získal z 27 recenzí 41 bodů ze sta. Na Česko-Slovenské filmové databázi snímek získal 53 procent.